# ليبرلاند
ليبرلاند (بالإنجليزية: Liberland)‏ ورسمياً جمهورية ليبرلاند الحرة هي دولة مجهرية تدَّعي قطعة أرض مهجورة متنازع عليها على الضفة الغربية للدانوب بين صربيا وكرواتيا. أدَّعى السياسي والناشط التشيكي الليبرتاري اليميني فيت يدليتشكا وجودها للمرة الأولى يوم 13 أبريل عام 2015.
يدَّعي الموقع الرسمي لليبرلاند أنها دولة تأسست نتيجة النزاع الحدودي القائم بين كرواتيا وصربيا، حيث تزعم كل من صربيا وكرواتيا سيادتها على بعض المناطق الواقعة شرقي الدانوب، في حين تعتبر كرواتيا بعض المناطق الواقعة على الضفة الغربية ومنها منطقة ما يُطلق عليه ليبرلاند على أنها جزء من صربيا، ولكن صربيا لا تزعم سيادتها على هذه المناطق.
تبلغ مساحة هذه الأرض 7 كليومترات مربعة (2.7 ميل مربع) أو ما يعادل تقريباً مساحة جبل طارق ووقعت هذه المنطقة تحت الإدارة الكرواتية منذ حرب الاستقلال الكرواتية. لا يوجد اعتراف دبلوماسي بليبرلاند من قبل أي دولة عضو في الأمم المتحدة، ولكنها استطاعت إقامة علاقات مع دولة صوماليلاند غير المعترف بها.

## الموقع
برزت قضية الخلاف الحدودي على وادي نهر الدانوب بدايةً عام 1947، ولكنها بقيت قائمة دون تسوية خلال حقبة جمهورية يوغوسلافيا الاشتراكية الاتحادية. وأصبح الخلاف يثير جدالاً بعد تفكك يوغوسلافيا. حيث تعتبر صربيا أن خط قعر وادي الدانوب وخط وسط النهر يمثلان الحدود الدولية بين البلدين. أما كرواتيا فتعتبر أن الحدود الدولية تمتد على طول البلديات الممسوحة عقارياً الواقعة على النهر عند عدة نقاط لتعكسَ بذلك وضع الدانوب في القرن التاسع عشر قبل أن تطرأ عليه عدة تغييرات نتيجة التيارات المتعرجة ومشاريع الهندسة الهيدروليكية.

## التاريخ

### الإعلان

تقع المنطقة التي تزعمها ليبرلاند في أكبر قطعة أرض خضراء اللون على الخريطة تحت مسمى "سيغا" (Siga). تزعم كل من صربيا وكرواتيا سيادتها على الأجزاء صفراء اللون نتيجة وجود اختلافات في التعريفات الحدودية. تعتبر كرواتيا الأجزاء الخضراء قسماً من صربيا، ولكن صربيا بالمقابل لا تدَّعي سيادتها على هذه الأجزاء. وهذا ما أدى إلى تأكيد يدليتشكا على حقيقة عدم مطالبة أي من الدولتين بالأجزاء الخضراء.

قام فيت يدليتشكا وبعض المرتبطين به برفع علم دولتهم المزعومة في منطقة غورنجا سيغا (كما تُعرف محلياً) في ذات اليوم الذي أُعلن فيه عن تأسيس ليبرلاند. يتألف العلم من خلفية صفراء ترمز إلى الليبرتارية ويقطعه في المنتصف شريط عرضي لونه أسود ويرمز إلى الأناركية/التمرد، ويتوسط العلم شعار خاص. ويجدر الإشارة إلى أن يدليتشكا هو عضو في حزب المواطنون الأحرار التشيكي الذي يتبع للأفكار الأيدولوجية المتمحورة حول الليبرالية الكلاسيكية.
يرى يدليتشكا في حقيقة عدم مطالبة صربيا وكرواتيا وأي بلد آخر بقطعة الأرض، بأن ذلك يجعلها أرضاً مباحة من وجهة نظر القانون الدولي. لذا فهو فيرى أن تعريف الحدود يتوافق مع المزاعم الحدودية لكرواتيا وصربيا ولا يتعدى على سيادة أي دولة. كما قال يدليتشكا في أبريل 2015 أنه يعتزم بعث رسالة دبلوماسية إلى كرواتيا وصربيا ومن ثم لجميع البلدان الأخرى لكي يطالبهم بالحصول على اعتراف دولي.

### الوصول
حاولت السلطات الكرواتية مِراراً الحول دون الوصول إلى المنطقة منذ بداية مايو 2015. احتجزت الشرطة الكرواتية يدليتشكا ومترجمه لمدة قصيرة بعد محاولتهما عبور الحدود. وقضى يدليتشكا ليلة واحدة في السجن ثم أدين وألزم بدفع غرامة بتهمة عبوره للحدود الكرواتية بطريقة مخالفة للقانون، ولكنه استئنف قرار المحكمة. وأدعى وجود ثلاثة مواطنين من ليبرلاند جاءوا من سويسرا.

## ردود الفعل
قال خبراء قانونيون في كل من صربيا وكرواتيا أن يدليتشكا يفتقر للحق القانوني الذي يخوله المطالبة بهذه المنطقة بموجب ما ينص عليه القانون الدولي حيث أن المنطقة موضع نزاع بين البلدين. أما الصحفيون فلم يكونوا متأكدين من مدى جدية يدليتشكا في إدعائاته حيث وصفها البعض بأنها حركة هدفت للفت الأنظار ليس إلّا.
ادعى يدليتشكا في مقابلة مع موقع Parlamentní Listy خلال أبريل عام 2015 أنه لاقى ردود فعل إيجابية لإعلانه ولا سيما من حزب المواطنون الأحرار والذي عمل رئيساً إقليمياً للحزب، ولكن أيضاً من قبل بعض أعضاء الحزب الديمقراطي المدني وحزب القراصنة التشيكي.

## المواطنة

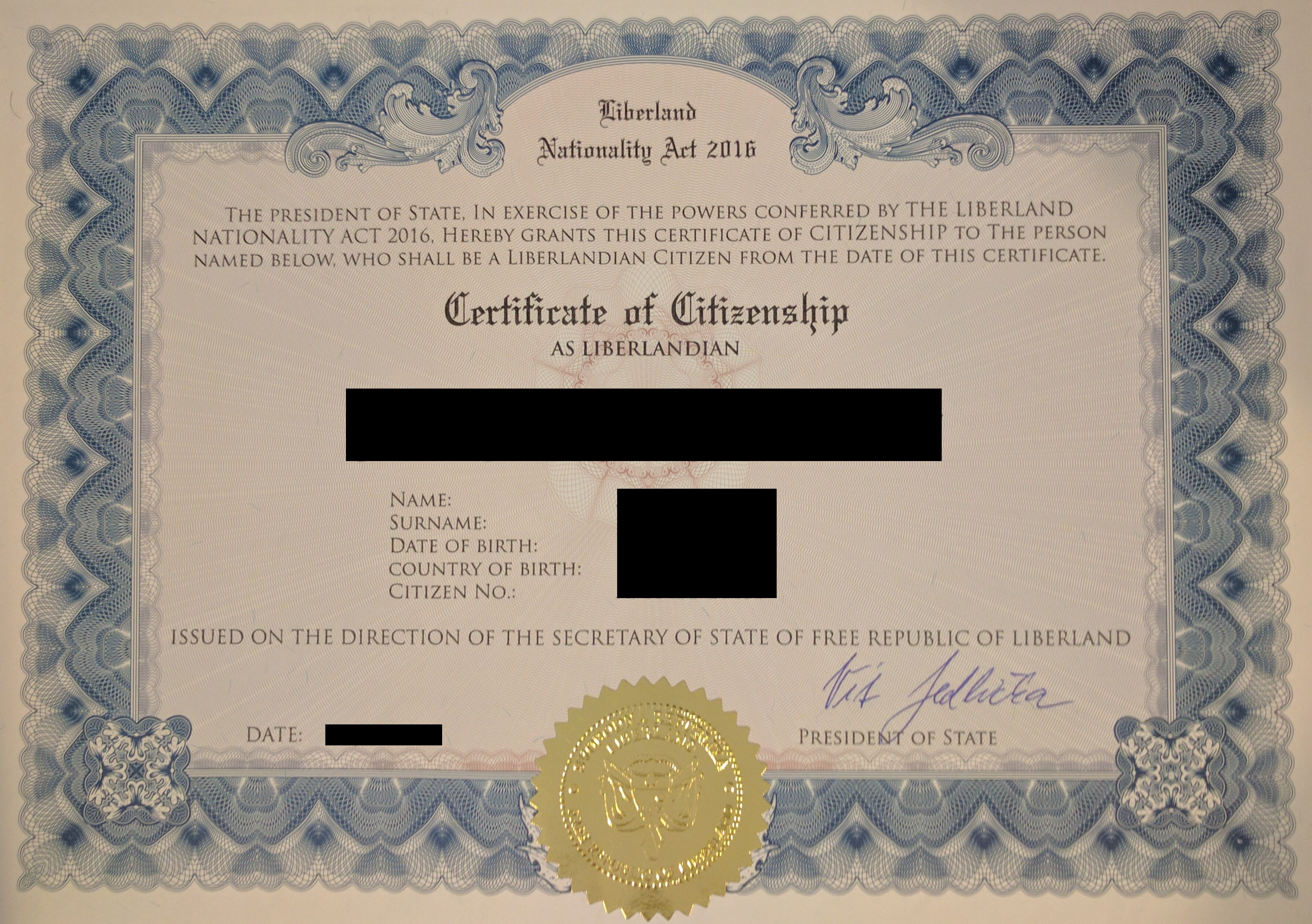
شهادة مواطنة خاصة بليبرلاند

ألقى يدليتشكا محاضرة في جامعة الاقتصاد في براغ بتاريخ 20 أبريل عام 2015 بعنوان «ليبرلاند-كيف تولد دولة». وناقش فيها جوانب عدة من مشروعه وما حظي به ذلك من اهتمام حول العالم. وكانت معاهدة مونتفيدو الموقعة عام 1933 من المواضيع التي أتى على ذكرها، حيث يرى يدليتشكا أن بلده المزعوم تنوي الالتزام والعمل بمبادئ المعاهدة. ومن الشائع تعريف الدول تبعاً لمبادئ معاهدة مونتفيدو. كان مشروع ليبرلاند قد عيّن عشرة أشخاص عبّروا عن استعدادهم لتولي الشؤون الخارجية للدولة المفترضة. وفقاً للصفحة الرسمية لليبرلاند فإنها تدَّعي بحثها عن أشخاص يحترمون الآخرين وآرائهم على اختلاف أصولهم وأعراقهم وتوجهاتهم ودياناتهم واحترام الملكية الخاصة وعدم المساس بها ولم يعاقبوا أو يصدر ضدهم أحكام بشأن جرائم ارتكبوها في الماضي. ووفقاً لما ذكرته الغارديان فقد تلقت ليبرلاند أكثر من 200,000 طلب في أسبوعٍ واحد. قبلت ليبرلاند حوالي ثلاثين مواطناً خلال أوائل شهر مايو 2015. وكان من المفترض إقامة فعالية في المنطقة المزعومة ولكن شرطة الحدود الكرواتية قامت بمنع المجموعة من الدخول من الطرف الكرواتي للحدود. كما وفشلت محاولة لاجتياز النهر من الطرف الصربي باستخدام قوارب صيد الأسماك لعدم حصول الصيادين المحليين على موافقات تخولهم من نقل الناس بقواربهم. وقامت الشرطة الصربية بإبلاغ يدليتشكا بأنه سيتم اعتقال أي شخص سيحاول عبور الحدود بصورة مخالفة للقانون.[بحاجة لمصدر]
تم صياغة دستور مزعوم وتمت مراجعته عدة مرات. تتألف مسودته من أربعة فصول. ويتضمن وثيقةً للحقوق ويذكر أسس تنظيم الإدارة العامة والمؤسسات السياسية والسلطتان التشريعية والقضائية.

## الاعتراف
لا يوجد أي بلد عضو في الأمم المتحدة يعترف دبلوماسياً بجمهورية ليبرلاند. ولكن استطاعت ليبرلاند إقامة علاقات دبلوماسية مع دولة صوماليلاند المزعومة التي أعلنت استقلالها عن الصومال عام 1991. ووقعت ليبرلاند وصوماليلاند مذكرة تفاهم في شهر سبتمبر من عام 2017، وأعلنت عزمها العمل على تعزيز سبل التعاون في مجالات التقنية والطاقة والأعمال المصرفية.

### تصريحات وردود أفعال الدول
- كرواتيا: ذكرت وزارة الشؤون الخارجية والأوروبية اسم ليبرلاند ولكنها رفضته علناً واصفةً إياها بالأضحوكة.[36] كما صرحت وزارة الشؤون الخارجية الكرواتية يوم 29 يونيو 2015 أن وضع غورنجا سيغا (وهو الاسم المحلي للمنطقة) ليس محسوماً، ولكنها ليست أرضاً مباحة، وأنه سيتم إجراء تحكيم دولي من أجل ضمها لكرواتيا أو لصرييا ولكنها لن تكون من نصيب طرف ثالث.[37] ومع ذلك فقد أشار وزير الشؤون الخارجية الكرواتي لليبرلاند حسبما ورد في رسالة موجهة إلى وزير الداخلية الكرواتي فلاهو أوربيك تعود لشهر مايو من عام 2016 بأنها «فكرةٌ استفزازية بلغت نِسباً خطيرة، وتمثل خطراً على جمهورية كرواتيا». دعت الرسالة إلى إيجاد حل ل«إزالة التشجيع ومحاولات تدارك فكرة ليبرلاند»، وأوصت كلاً من «وزارة الداخلية ووكالة الأمن والمخابرات ووزارة الشؤون الخارجية والأوروبية ووزارة العدل للعمل على تنسيق أفعالهم والإجراءات الضرورية لكي يجري إيقاف هذه الفكرة الاستفزازية».[38]
- صربيا: اعتبرت وزارة الشؤون الخارجية الصربية أن وجود ليبرلاند لا ينتهك الحدود الصربية، ولكن يُنظر للمشروع على أنه «تافه».[39]
- مصر: حذرت وزارة الخارجية مواطنيها من من احتمالية تعرضهم للاحتيال بحجة الهجرة إلى ليبرلاند. ودعى المتحدث باسم وزارة الخارجية المصرية بدر عبد العاطي «الشباب المصري عدم الانصياع وراء هذه المعلومات، واستقاء المعلومات من مصادرها من القطاع القنصلي بوزارة الخارجية المصرية».[40][41]
- جمهورية التشيك: نأت وزارة الشؤون الخارجية التشيكية بنفسها عن نشاطات يدليتشكا، وصرحت أنها ليست على علاقةٍ به. وأضافت الوزارة: «يتحتم على السيد يدليتشكا وغيره من المواطنين التشيكيين القاطنين على الأراضي الكرواتية أو الصربية الالتزام بالقوانين المحلية. تعتبر جمهورية التشيك نشاطات السيد يدليتشكا غير لائقة وربما مؤذية.»[42] كما حذرت سفارة جمهورية التشيك في زغرب من أن «جهود إنشاء 'دولة' جديدة ليس لها أساس في القانون الدولي»، وأنه «يتحتم على مواطني جمهورية التشيك وغيرهم من الأجانب على الأراضي الكرواتية الالتزام بالقوانين الكرواتية، وذلك يشمل النظام الحالي المعمول به على الحدود الكرواتية الصربية. إن عبور الحدود الكرواتية (أي الحدود الخارجية للاتحاد الأوروبي) خارج المعابر الحدودية المخصصة هو انتهاك واضح للقانون.»[43]

## وصلات خارجية
- الموقع الرسمي بالإنجليزية وبالتشيكية
- مقابلة مع فيت يدليتشكا (بالتشيكية)